# Lloyd Grant

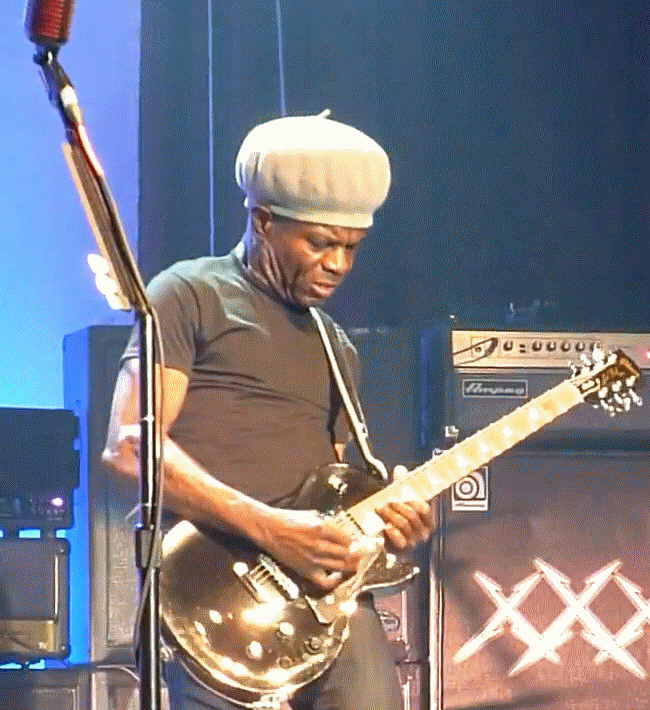
Lloyd Grant, 2012.

Lloyd Grant, född 17 september 1961, är en jamaicansk musiker. Han var Metallicas tidigaste sologitarrist. Vid bandets första repning 1981 bestod bandet av Lars Ulrich (trummor), James Hetfield (gitarr, sång) och Grant.
Grant medverkar på en demoinspelning av låten "Hit the Lights", som återfinns på debutalbumet Kill 'em All (utgivet 1983).